# Francesco Fiorentino (filozófus)
Francesco Fiorentino (Sambiase, 1834. május 1. – Nápoly, 1884. december 23.) olasz filozófus.

## Élete
Papnak szánták, de 1860-tól, amikor Nápolyban Bertrando Spaventa őt Hegel filozofiájával ismertette meg, bölcselettel kezdett foglalkozni. Később filozófiát tanított a spoletói líceumban, 1862-től a bolognai, 1871-től a nápolyi, 1875-től a pisai, majd 1880-tól újból a nápolyi egyetemen. Megalapította a Giornale Napoletano című folyóiratot, s egyúttal a parlamentnek is tagja volt. Kiadta Giordano Bruno Opera latina-it (Nápoly, 1879).

## Művei
- Saggio di storia della filosofia greca
- Pietro Pomponazzi (Firenze, 1868)
- Bernardino Telesio (uo. 1872-74, 2 kötet)
- La filosofia contemperanea in Italia (Nápoly, 1876)
- Scritti varii (uo. 1876)
- Andrea Ceasalpino (Firenze, 1879)